# Love in the Wilderness
Love in the Wilderness é um filme mudo do gênero drama produzido nos Estados Unidos, dirigido por Alexander Butler e lançado em 1920.